# Claes Oldenburg
Claes Oldenburg (28. ledna 1929 Stockholm – 18. července 2022 Manhattan) byl švédsko-americký sochař, řazený k pop artu. Proslul sochami předmětů každodenní potřeby.

## Život
Narodil se v rodině švédského diplomata. V roce 1936 se jeho rodina přestěhovala do USA, kvůli diplomatickému angažmá jeho otce. Žila v New Yorku, později v Chicagu. Roku 1953 Claes získal občanství USA.
Vystudoval literaturu a historii umění na univerzitě Yale, absolvoval roku 1950. Později studoval též na Art Institute of Chicago.
Roku 1956 se přestěhoval do New Yorku, kde se seznámil s Allanem Kaprowem, který pořádal populární divadelní happeningy a Oldenburga velmi ovlivnil a přivedl k pop artu. Oldenburg do něj vnesl hlavně humor a parodii. Hodně zrcadlil konzumní kulturu (slavné plastiky hamburgrů apod.).
Roku 1959 uspořádal první výstavu, v Judson Gallery.
Od roku 1976 spolupracoval s dánskou pop artovou sochařkou Coosje van Bruggenovou. Roku 1977 se vzali.